# Nicolò Schirò
Nicolò, detto "Cola" Schirò (Roccamena, 2 settembre 1872 – Camporeale, 29 aprile 1957) è stato un mafioso italiano legato alla cosiddetta "Cosa Nostra americana".

## Biografia
Nacque in provincia di Palermo, in una famiglia di origine Arbëreshë. Nel 1897 emigrò negli Stati Uniti e nel 1902 si trasferì a New York, risiedendo a Brooklyn. Affiliatosi alla locale mafia italiana, nel 1912 divenne elemento di spicco nella famiglia Bonanno.